# Steve Morse
 (juillet 2022).
Si vous disposez d'ouvrages ou d'articles de référence ou si vous connaissez des sites web de qualité traitant du thème abordé ici, merci de compléter l'article en donnant les références utiles à sa vérifiabilité et en les liant à la section « Notes et références ».
Pour les articles homonymes, voir Morse.
Steve Morse, né le 28 juillet 1954 à Hamilton (Ohio), est un guitariste américain. Souvent considéré comme un guitar hero, il est notamment connu pour avoir été le guitariste de Deep Purple de 1994 à 2022 (Marks. VII et VIII).

## Biographie
Steven J. Morse intègre son premier groupe, les Dixie Grit, à la fin des années 1960, en compagnie de Andy West à la basse, Johnny Carr aux claviers, Frank Brittingham au chant et à la guitare et avec son frère ainé Dave à la batterie, avec un répertoire composé de reprises de Led Zeppelin et de Cream entre autres.

### Dixie Dregs
Lorsque le groupe se sépare, vers 1971 ou 72, Andy West et Steve Morse décident de poursuivre leurs efforts et montent les Dixie Dregs. En parallèle ils suivent les cours de la University of Miami School of Music, de bonne réputation, où ils rencontrent Rod Morgenstein, qui deviendra le batteur attitré des Dregs. Frank Josephs aux claviers et Allan Sloan au violon complètent la formation, qui, une fois les études terminées, commence à tourner et à sortir plusieurs albums mêlant reprises ambitieuses (Mahavishnu Orchestra, Allman Brothers) et compositions originales qui mélangent fusion, jazz, funk groovy et rock sudiste. 
Durant une période de battement à sa sortie de la University of Miami School of Music, Steve fait des études pour devenir pilote de ligne, il reste professionnel environ six mois puis démissionne et se retourne vers la musique. Steve Morse est un passionné d'avions, il est pilote privé depuis sa majorité et possède plusieurs avions et un terrain privé. D'ailleurs on retrouve beaucoup de sonorités aériennes dans ses compositions comme Highland wedding de l'album High tensions wires mais aussi dans plusieurs chansons avec Deep Purple notamment The Aviator (Purpendicular) et Watching the sky (Abandon), notons aussi que lors de ses solos avec Deep Purple, Steve utilise beaucoup d'effets de guitare recréant ces sonorités aériennes (delay, violonning, reverb...).
Caractéristique essentielle de la musique des Dixie Dregs, et plus tard du Steve Morse Band, il n'y a pas de chanteur, l'ensemble des titres, même lorsque l'original est chanté, est instrumental.
C'est à cette époque que Steve Morse assemble à partir d'éléments disparates sa célèbre guitare « Frankenstein Telecaster » : un corps de Telecaster, un manche de Stratocaster refretté avec des frettes Gibson, chevalet Gibson Tune-o-matic, un sillet provenant d'une guitare 12 cordes, 5 micros et 3 sélecteurs. Il est également renommé pour son jeu précis et personnel, avec des changements de micros incessants durant les solos.
Les albums des Dixie Dregs, à partir de 1976, sont édités par le label Capricon Records, et permettent de savourer l'exceptionnel talent de Steve Morse pour la composition, avec des titres acoustiques, funky, rock teinté d'accent sudiste et de « twang », country, etc. En 1979, Arista Records reprend le flambeau. D'innombrables tournées et une nomination aux Grammy Award plus tard, Steve Morse ressent une certaine lassitude et les Dixie Dregs se séparent en 1983.

### Steve Morse Band et Kansas
En 1984, Steve reprend le manche et décide de former le Steve Morse Band, avec son comparse Rod Morgenstein à la batterie et Jerry Peek à la basse. Toujours composés par Steve Morse, les titres des albums du S.M. Band lui donnent plus de place pour s'exprimer à la guitare, et son jeu extrêmement précis et mélodieux est mis en évidence par des compositions variées. Malheureusement le label Elektra ne juge pas opportun à l'époque de donner sa chance au groupe, ce qui conduit Steve Morse à s'enrôler temporairement comme guitariste solo de Kansas.
Remis sur pied en 1989, le S.M. Band sort High Tension Wires, album magique qui mêle compositions mélodiquement abouties et titres ravageurs, faisant le jeu des émotions de l'auditeur.
En 2000, Steve Morse a sorti un album solo intitulé Major Impacts, où il s'est imposé l'exercice des influences, composant des titres originaux chacun teinté de l'esprit d'un guitariste admiré de Steve, dont Jimi Hendrix, Jeff Beck ou John McLaughlin. Un second volet est sorti en 2004, sobrement intitulé Major Impacts 2.

### Deep Purple

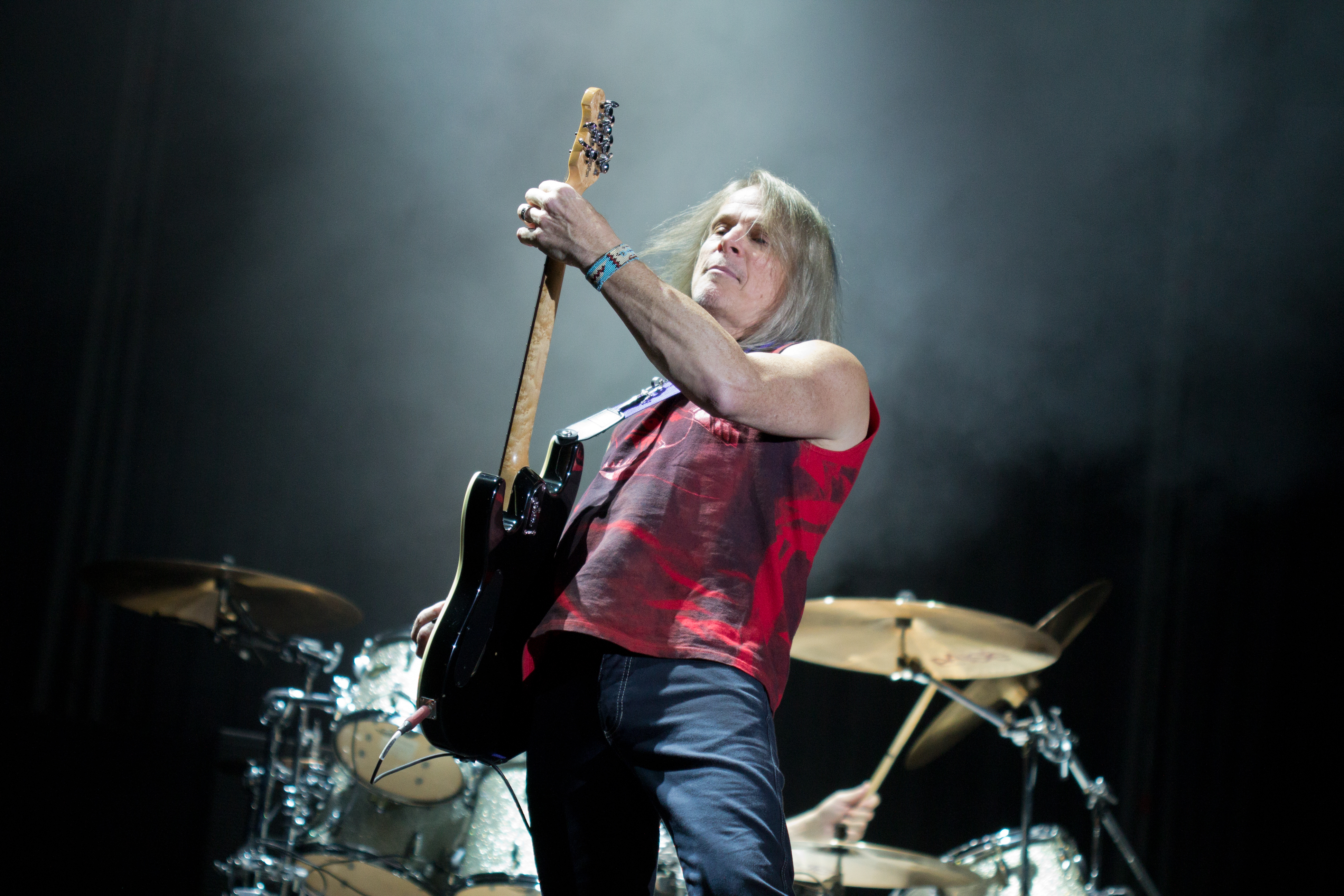
Steve Morse en concert avec Deep Purple en Espagne en 2013

Le Steve Morse Band existe toujours, et alterne albums et tournées américaines. Cependant, en parallèle, Steve Morse joue avec Deep Purple depuis 1995, en remplacement de Ritchie Blackmore, qui vient alors de claquer la porte, et succédant à Joe Satriani, qui a assuré l'intérim après le départ de Ritchie Blackmore. En 1995-1996, le groupe enregistre avec son nouveau guitariste l'album Purpendicular, qui connaîtra un succès considérable à sa sortie le 17 février 1996, et qui marquera le renouveau de Deep Purple en très grande forme, et à nouveau le plaisir de jouer qui avait disparu avec Ritchie Blackmore. En 1998 sort l'album Abandon où on retrouve beaucoup de sonorités aériennes à la Steve Morse (avec des chansons comme Watching the sky, Fingers to the bones, Evil Louis). 
En 2003, Deep Purple sort Bananas, Rapture of the Deep en 2005 puis Now What?! en 2013.
En 2005, pour célébrer les 20 ans de collaboration avec Music Man, Ernie Ball (le PDG de Musicman/Ernie Ball) crée une guitare anniversaire qu'il baptise « SM-Y2D », qui est une guitare avec de toutes nouvelles couleurs et de tous nouveaux sons et qui est celle que Steve utilise en majorité par la suite. Avec Deep Purple seulement, il continue à utiliser son autre modèle de guitare, la « Musicman Steve Morse model », uniquement pour les solos longs (Contact lost et The well dressed guitar) et pour jouer les titres Sometimes I feel like screaming et Lazy.
Le 23 juillet 2022, Deep Purple annonce que Steve Morse se retire du groupe de façon permanente, après avoir fait une pause liée à la maladie de sa femme Janine, qui mourra finalement le 4 février 2024. Il quitte le groupe après presque trois décennies, soit plus longtemps que son prédécesseur Ritchie Blackmore, qui a été membre du groupe de 1968 à 1976 et de 1984 à1993.

### G3 et Flying Colors
C'est en 2012 que Steve rejoint le G3,avec Joe Satriani et Steve Vai pour la tournée européenne et John Petrucci et Satriani en Amérique du sud, et qu'il rejoint le supergroupe de rock progressif Flying Colors, où il est entouré de Mike Portnoy, Neal Morse, Dave LaRue (également bassiste du Steve Morse Band) et de Casey McPherson. Ils sortent un album éponyme.
Le 29 septembre 2014, Flying Colors sort un deuxième album, Second Nature, et enchaîne, du 2 au 14 octobre avec une courte tournée (10 concerts) aux États-Unis et en Europe. Un 3e album paraît en octobre 2019.

## Matériel
Parrainé par Musicman, et ENGL (depuis 2003 avant il utilisait des amplis et têtes d'ampli Peavey avec Deep Purple) et Surtout des amplis Marshall avec Steve Morse band, il possède plusieurs modèles de guitares signature S.M, et une tête d'amplificateur chez ENGL, signature S.M.

## Récompenses
De 1982 à 1986, il est élu 5 fois de suite guitariste de l'année par les lecteurs du magazine Guitar Player.
Le 8 avril 2016, Deep Purple est intronisé au Rock and Roll Hall of Fame mais cette distinction ne s'étend pas à tous les membres du groupe : les seuls concernés sont Ritchie Blackmore, Ian Gillan, Roger Glover, Ian Paice, Rod Evans, Glenn Hughes, David Coverdale et Jon Lord à titre posthume. Steve Morse, bien que présent dans le groupe depuis plus de vingt ans (soit plus longtemps que son prédécesseur Blackmore !) n'est pas récompensé, tout comme le claviériste Don Airey, membre du groupe depuis près de 15 ans. Pour Gillan, l'oubli de Steve Morse et Don Airey est « très bête » et reflète le caractère « arbitraire » de la sélection effectuée par le Hall of Fame.

## Discographie

### Solo
- 1989 : High Tension Wires
- 2000 : Major Impacts
- 2004 : Major Impacts 2
- 2005 : Prime Cuts - From Steve Morse's Magna Carta sessions
- 2009 : Prime Cuts 2 - From Steve Morse's Magna Carta sessions

### Dixie Dregs

#### Albums studio
- 1976 : The Great Spectacular
- 1977 : Free Fall
- 1978 : What If
- 1979 : Night Of The Living Dregs
- 1980 : Dregs Of The Earth
- 1981 : Unsung Heroes
- 1982 : Industry Standard
- 1988 : Off The Record
- 1994 : Full Circle

#### Albums en concert
- 1992 : Bring ' Em Back Alive
- 1997 : King Biscuit Flower Hour Presents Dixie Dregs
- 2000 : California Screamin'
- 2005 : Live At Montreux 1978 (DVD)
- 2008 : Live In Connecticut 2001 (CD/DVD)
- 2015 : Wages Of Weirdness (CD) / Travel Tunes (Téléchargement)

### Kansas
- 1986 : Power
- 1988 : In the Spirit of Things
- 1998 : King Biscuit Flower Hour Presents Kansas (live)

### Steve Morse Band
- 1984 : The Introduction
- 1985 : Stand Up
- 1991 : Southern Steel
- 1992 : Coast to Coast
- 1995 : Structural Damage
- 1996 : StressFest
- 2002 : Split Decision
- 2008 : Cruise Control, live in New York 1992
- 2009 : Out Standing in Their Field

### Deep Purple

#### Albums studio

##### Mark VII
- 1996 : Purpendicular
- 1998 : Abandon

##### Mark VIII
- 2003 : Bananas
- 2005 : Rapture of the Deep
- 2013 : Now What ?
- 2017 : Infinite
- 2020 : Whoosh!
- 2022 : Turning To Crime

#### Albums en concert

##### Mark VII
- 1997 : Live at the Olympia '96
- 1999 : Total Abandon: Australia '99
- 2000 : Live at the Royal Albert Hall
- 2000 : The Bootleg Series
- 2001 : Live at the Rotterdam Ahoy
- 2001 : The Soundboard Series
- 2006 : Live at Montreux 1996
- 2019 : Live in Newcastle 2001

##### Mark VIII
- 2004 : Live Encounters....
- 2007 : They All Came Down to Montreux
- 2007 : Over Zurich (DVD)
- 2008 : Live at the NEC UK 2002 (DVD)
- 2011 : Live at Montreux 2011
- 2013 : The Now What ?! Live Tapes
- 2014 : Celebrating Jon Lord: The Rock Legend (CD/DVD)
- 2014 : Live in Verona (CD/DVD)
- 2015 : From the Setting Sun... (In Wacken) (CD/DVD)
- 2015 : ...To the Rising Sun (In Tokyo) (CD/DVD)
- 2017 : The Infinite Live Recordings, Vol. 1
- 2019 : Live in Rome 2013

### Living Loud
- 2003 : Living Loud
- 2005 : Live in Sydney 2004

### Mario Fasciano, Steve Morse, Ian Paice et Don Airey
- 2005 : E-Thnik

### Angelfire
- 2010 : Angelfire (Steve Morse & Sarah Spencer)

### Flying Colors
- 2012 : Flying Color
- 2013 : Live in Europe
- 2014 : Second Nature
- 2015 : Second Flight: Live at the Z7
- 2019 : Third Degree
- 2020 : Third Stage: Live in London

## Participations
- 1977 : Tropical Nights – Liza Minnelli
- 1979 : Evening Pastoral – Rob Cassels Band
- 1980 : Schemer-Dreamer – Steve Walsh (guitare sur Wait Until Tomorrow)
- 1981 : I Wonder How Does Tarzan Shave/Cool In The Movies – Patrick Walsh
- 1982 : Dixie Dregs demos – Fiona Flanagan
- 1983 : Kamikazee Christian – Rob Cassels Band
- 1983 : Art In America – Art in America
- 1983 : The Touch- Sonny Turner
- 1986 : Storytime – T Lavitz
- 1987 : Stone From Which The Arch Was Made – Mark O'Connor
- 1987 : Surveillance – Triumph (All the King's Horses and Headed for Nowhere)
- 1988 : Southern By The Grace Of God: Lynyrd Skynyrd Tribute Tour 1987 – Lynyrd Skynyrd (Guitare sur Gimme Back My Bullets)
- 1988 : Love Your Man – The Rossington Band
- 1990 : Nashville Rendez-Vous – Marcel Dadi
- 1991 :Fingers Crossing – Marcel Dadi
- 1992 : Country Guitar Flavors – Marcel Dadi
- 1992 : Lone Ranger – Jeff Watson (Guitar solo on Talking Hands)
- 1993 : Coven, Pitrelli, O'Reilly – CPR
- 1994 : Thonk – Michael Manring
- 1995 : Carmine Appice's Guitar Zeus – Carmine Appice
- 1996 : Dick Pimple Present Music From Turtle Island (Deep Purple in disguise)
- 1996 : Signatures – Kevin Crider
- 1997 : Storm – Torden & Lyn
- 2001 : Seventh Key – Seventh Key (No Man's Land and Every Time It Rains)
- 2001 : Nylon & Steel – Manuel Barrueco
- 2001 : Feeding the Wheel – Jordan Rudess (Solos on Quantum Soup and Crack the Meter)
- 2001 : Pavarotti & Friends For Afghanistan – Luciano Pavarotti (Smoke on the Water avec Deep Purple)
- 2002 : Camino Latino/Latin Journey – Liona Boyd
- 2004 : Rhythm of Time – Jordan Rudess (Bar Hopping avec Mr. Picky and What Four)
- 2005 : Guitar Farm – Steve Woolverton
- 2006 : Gillan's Inn – Ian Gillan
- 2006 : II – Deacon Street
- 2007 : School Of The Arts – School Of The Arts (On Fire and Portrait)
- 2008 : Porta San Gennaro Napoli – Mario Fasciano / Rick Wakeman / Steve Morse / Ian Paice / Don Airey / Rob Townsend
- 2008 : Brian Tarquin Presents... Fretworx – Brian Tarquin (sur Towers)
- 2009 : Trading 8s – Carl Verheyen Band (On Our Way)
- 2009 : Classics Anthology – Rob Cassels Band
- 2011 : Stay Tuned – Bernhard Welz
- 2011 : Testimony 2 – Neal Morse (guitare solo sur Seeds Of Gold)
- 2011 : Raised in Captivity – John Wetton (sur Lost For Words)
- 2011 : Guitar Passions – Sharon Isbin & friends
- 2011 : Forth – Proto-Kaw
- 2012 : A Proggy Christmas – The Prog World Orchestra
- 2012 : The Fusion Syndicate – The Fusion Syndicate
- 2012 : Concerto For Group And Orchestra – Jon Lord
- 2012 : Great Gypsy Soul – Tommy Bolin & Friends (On Crazed Fandango)
- 2013 : Garrett vs. Paganini – David Garrett
- 2013 : Epilogue – The Prog Collective
- 2014 : Caprice- David Garrett
- 2014 : Guitars For Wounded Warriors – Brian Tarquin & Heavy Friends (on Freedom)
- 2014 : A Song For You (single) – Mario Fasciano / Charlie Cannon / Steve Morse
- 2015 : THis is the tHing #1 – Purpendicular
- 2015 : Citizen - Billy Sherwood
- 2016 : Don’t You Tell Me Not To Play Guitar (single) – Dorian Chiiwahwah Phallic
- 2016 : Stay Tuned 1.5 – Bernhard Welz
- 2017 : Band Of Brothers – Brian Tarquin
- 2017 : Part 1 – Chelsea Constable
- 2018 : The Mutual Admiration Society – Sterling Ball, John Ferraro & Jim Cox
- 2018 : Guitars For Veterans – Brian Tarquin & Heavy Friends
- 2018 : Con Brio – Legacy Pilots
- 2018 : Stay Tuned (new version) – Bernard Welz
- 2018 : Triumphant Hearts – Jason Becker
- 2019 : 1000 Hands – Jon Anderson
- 2019 : All Blues – Peter Frampton
- 2020 : Vegas Blue- Brian Tarquin
- 2020 : Sidemen - Sidemen
- 2020 : Aviation - Legacy Pilots

## Compilations et hommages divers
- 1978 : Hotels, Motels And Road Shows (compilation de divers artistes)
- 1982 : Radio 1 Rock Show themes (thèmes de concerts sur la radio britannique)
- 1985 : Arista’s Greatest AOR Hits: Portrait Of A Decade 1975–1985 (compilation de divers artistes)
- 1989 : Guitar's Practicing Musicians (compilation de divers artistes)
- 1990 : Ski Patrol (musique de film)
- 1990 : Metal Guitars (compilation de divers artistes)
- 1991 : Guitar's Practicing Musicians Vol. 2 (compilation de divers artistes)
- 1991 : Guitar Speak 3 (compilation de divers artistes)
- 1992 : Rock Guitar Greats (compilation de divers artistes)
- 1992 : Guitar On The Edge Vol. 2 (compilation de divers artistes)
- 1992 : Album Network Rock Tune Up 84 (compilation de divers artistes)
- 1994 : A Little On The CD Side Volume 14 (CD Sampler du magazine musical new music)
- 1994 : Album Network Rock Tune Up 118 (compilation de divers artistes)
- 1994 : The Capricorn Sampler Volume One (compilation de divers artistes)
- 1995 : Tales From Yesterday (divers artistes en hommage à Yes)
- 1995 : A Little On The CD Side Volume 17 (CD Sampler du magazine musical new music)
- 1996 : Crossfire – A Tribute To Stevie Ray (compilation de divers artistes en hommage à Stevie Ray Vaughan)
- 1996 : Working Man (compilation de divers artistes en hommage à Rush)
- 1996 : The Carols Of Christmas (compilation de divers artistes)
- 1996 : Animal Magnetism (compilation de divers artistes au bénéfice de ETA
- 1997 : The Carols Of Christmas II (compilation de divers artistes)
- 1997 : Merry Axemas – A Guitar Christmas (compilation de divers artistes)
- 1997 : Jazz Fusion Vol. 2 (compilation de divers artistes)
- 1997 : aLIVE Down South (compilation de divers artistes dans le style Southern Rock)
- 1997 : Candlelight Moments: Dreamscape (compilation de divers artistes)
- 1997 : Healing Renew – Music in Harmony (compilation de divers artistes)
- 1997 : The Roots Of Rock: Southern Rock (compilation de divers artistes)
- 1998 : Guitar Battle (compilation de divers artistes)
- 1998 : The Show That Never Ends (compilation de divers artistes)
- 1999 : Legends Of Rock: The Progressive Rockers (compilation de divers artistes)
- 1999 : Tribute to the Titans (compilation de divers artistes)
- 1999 : Southern Rock Greats (compilation de divers artistes)
- 1999 : The Best Of Progressive Rock (compilation de divers artistes)
- 1999 : Rock Guitarists Forever Best (compilation de divers artistes)
- 1999 : Southern Rock Essentials (compilation de divers artistes)
- 2001 : Warmth In The Wilderness – A Tribute To Jason Becker (compilation de divers artistes en hommage à Jason Becker)
- 2001 : Sonic Residue From Vapourspace (Magna Carta remix album avec le titre Led On de Morse)
- 2001 : Guitar Heroes – Steve Morse Best (compilation avec Dixie Dregs / Steve Morse Band / Kansas / Lynyrd Skynyrd / Deep Purple)
- 2001 : Audio’s Audiophile Vol. 16: Rock And Grooves (compilation de divers artistes)
- 2001 : Unitone Guitar Series – A Portrait For Strings (compilation de divers artistes)
- 2002 : Southern Rock Christmas (compilation de divers artistes)
- 2004 : Classical Heartbreakers (compilation de divers artistes)
- 2005 : Visions of an Inner Mounting Apocalypse (compilation de divers artistes en hommage au Mahavishnu Orchestra)
- 2005 : Back Against The Wall (compilation de divers artistes en hommage à Pink Floyd The Wall)
- 2006 : The Royal Dan: A Tribute (compilation de dix guitaristes en hommage à Steely Dan)
- 2007 : Freeway Jam – To Beck And Back – A Tribute (compilation de divers artistes en hommage à Jeff Beck)
- 2008 : This Is Fusion Guitar (compilation de divers artistes)
- 2008 : Led Box – The Ultimate Led Zeppelin Tribute (compilation de divers artistes en hommage à Led Zeppelin)
- 2008 : We Wish You A Metal Xmas And A Headbanging New Year (compilation de divers artistes)
- 2009 : Abbey Road – A Tribute To The Beatles (compilation de divers artistes en hommage aux Beatles)
- 2009 : An All-Star Salute To Christmas (compilation de divers artistes)
- 2010 : Tooth Fairy (musique de film)
- 2012 : Classic Rock Presents Prog – Prognosis 2.3 (compilation de divers artistes)
- 2012 : The Spirit Of Radio (compilation de divers artistes)
- 2012 : Songs Of The Century – An All-Star Tribute To Supertramp (compilation de divers artistes en hommage à Supertramp)
- 2013 : Fly Like An Eagle – An All-Star Tribute To Steve Miller Band (compilation de divers artistes en hommage au Steve Miller Band)
- 2014 : Midnight Rider – A Tribute To The Allman Brothers Band (compilation de divers artistes en hommage au The Allman Brothers Band)
- 2014 : Light My Fire: A Classic Rock Salute to the Doors (compilation de divers artistes en hommage aux Doors)
- 2015 : The Classic Rock Society Presents… New Species Volume 21 (compilation de divers artistes)
- 2015 : Southern Rock Christmas (compilation de divers artistes)
- 2016 : Steve Morse – The Sessions (téléchargement mp3 avec titres avec Steve et différents artistes, qui apparaissent sur des précédents tribute album)
- 2018 : Moore Blues For Gary – A Tribute To Gary Moore (compilation de divers artistes en hommage à Gary Moore)